# 통신비밀보호법
통신비밀보호법(通信秘密保護法)은 대한민국의 법률이다. 통신의 비밀을 보호하기 위한 내용이 수록되어 있다.

## 제3조
누구든지 이법과 형사소송법 또는 군사법원법의 규정에 반하여 통신내용의 감청, 도청을 할 수 없다고 규정하고 있다. 통신비밀보호법에서는 그 규율의 대상을 통신과 대화로 분류하고 그 중 통신을 다시 우편물과 전기통신으로 나눈 다음, 그 제2조 제3호로 ‘전기통신’이라 함은 유선·무선·광선 및 기타의 전자적 방식에 의하여 모든 종류의 음향·문언·부호 또는 영상을 송신하거나 수신하는 것을 말한다고 규정하고 있는바, 무전기와 같은 무선전화기를 이용한 통화가 전기통신에 해당함은 전화통화의 성질 및 위 규정 내용에 비추어 명백하므로 이를 같은 법 제3조 제1항 소정의 ‘타인간의 대화’에 포함된다고 할 수 없다.
3인 간의 대화에 있어서 그 중 한 사람이 그 대화를 녹음하는 것은 제3조 제1항을 위반하지 않는다.

## 제4조
불법감청에 의하여 지득 또는 채록된 전기통신의 내용은 재판 또는 징계절차에서 증거로 사용될 수 없다.

## 제5조
"인터넷회선을 통하여 송,수신하는 전기통신에 대하여 감청을 허용하는 제5조 제2항에 대해 헌법재판소는 "과잉금지 원칙에 위반하여 통신 및 사생활의 비밀과 자유를 침해한다."면서도 단순 위헌 결정을 하면 "수사기관이 인터넷회선 감청을 통한 수사를 행할 수 있는 법률적 근거가 사라져 범행의 실행 저지가 긴급히 요구되거나 국민의 생명·신체·재산의 안전을 위협하는 중대 범죄의 수사에 있어 법적 공백이 발생한다."며 헌법불합치결정을 했다.

## 제14조
공개되지 아니한 타인 간의 대화를 녹음하는 것을 금하고 있다.

## 판례

### 감청
- 통비법상 '감청'이란 대상이 되는 전기통신의 송수신과 동시에 이루어지는 경우만을 의미하고, 이미 수신이 완료된 전기통신의 내용을 지득하는 등의 행위는 포함되지 않는다[4].
- 인터넷통신망을 통하여 흐르는 전기신호 형태의 패킷을 중간에 확보하여 그 내용을 지득하는 이른바 패킷감청도 통비법에서 정한 요건을 갖추는 경우에는 다른 특별한 사정이 없는 한 허용된다[5]

### 당사자녹음
- 강간죄 피해자가 녹음을 한 사건에서 피고인이 범행 후 피해자에게 전화를 걸자 피해자가 증거를 수집하기 위하여 그 전화내용을 녹음한 경우, 그 녹음테이프가 피고인 모르게 녹음 된 것이라 하여 이를 위법하게 수집한 증거라고 할 수 없다[6]

- 제3자가 당사자일방의 동의만 받고 그 상대방의 동의가 없이 통화내용을 녹음한 것은 사생활 및 통신의 불가침을 국민의 기본권의 하나로 선언하고 있는 헌법규정과 통신비밀의 보호와 통신의 자유신장을 목적으로 제정된 통신비밀보호법의 취지에 비추어 이는 통비법 제3조 제1항에 위반되어 증거능력이 없다[7]

- 수사기관이 甲으로부터 피고인의 마약류관리에 관한 법률 위반(향정) 범행에 대한 진술을 듣고 추가적인 증거를 확보할 목적으로, 구속수감되어 있던 甲에게 그의 압수된 휴대전화를 제공하여 피고인과 통화하고 위 범행에 관한 통화 내용을 녹음하게 한 행위는 불법감청에 해당하므로, 그 녹음 자체는 물론 이를 근거로 작성된 녹취록 첨부 수사보고는 피고인의 증거동의에 상관없이 그 증거능력이 없다[8]

## 같이 보기
- 도청
- 감청
- 녹음
- 증거능력
- 위법수집증거배제
- 독수독과이론